# 圣安多尼修院及教堂
圣安多尼修院及教堂（葡萄牙语：Convento e Igreja de Santo Antônio）是一组天主教方济各会的建筑群，位于巴西伯南布哥州首府累西腓。 
在这组建筑群中，包括黄金小堂（葡萄牙语：Capela Dourada，第一个被巴洛克装饰完全覆盖的巴西教堂）、方济各第三会教堂（葡萄牙语：Igreja da Ordem Terceira de São Francisco）以及方济各会宗教艺术博物馆

## 修院
圣安多尼修院是累西腓市现存最古老的建筑之一。它的起源可追溯到1606年10月28日，

## 圣安多尼堂

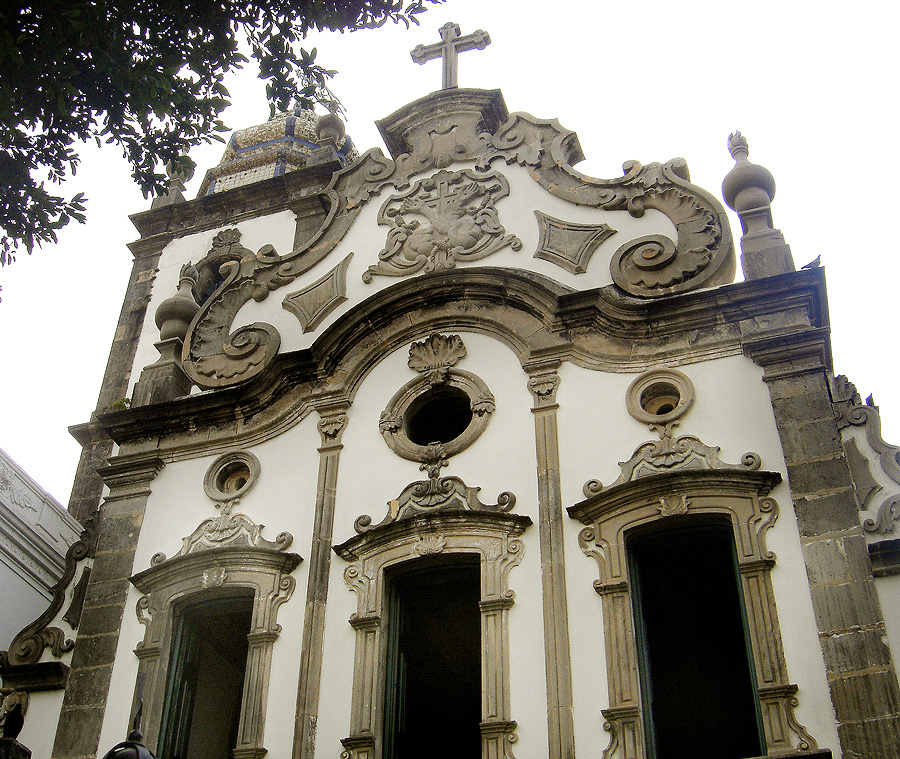
圣安多尼堂

最初的圣安多尼堂与修院一起建于17世纪，而现在的圣安多尼堂是18世纪初所建较大的新教堂，在1753-1770年再次扩建后，具有了目前的洛可可风格。

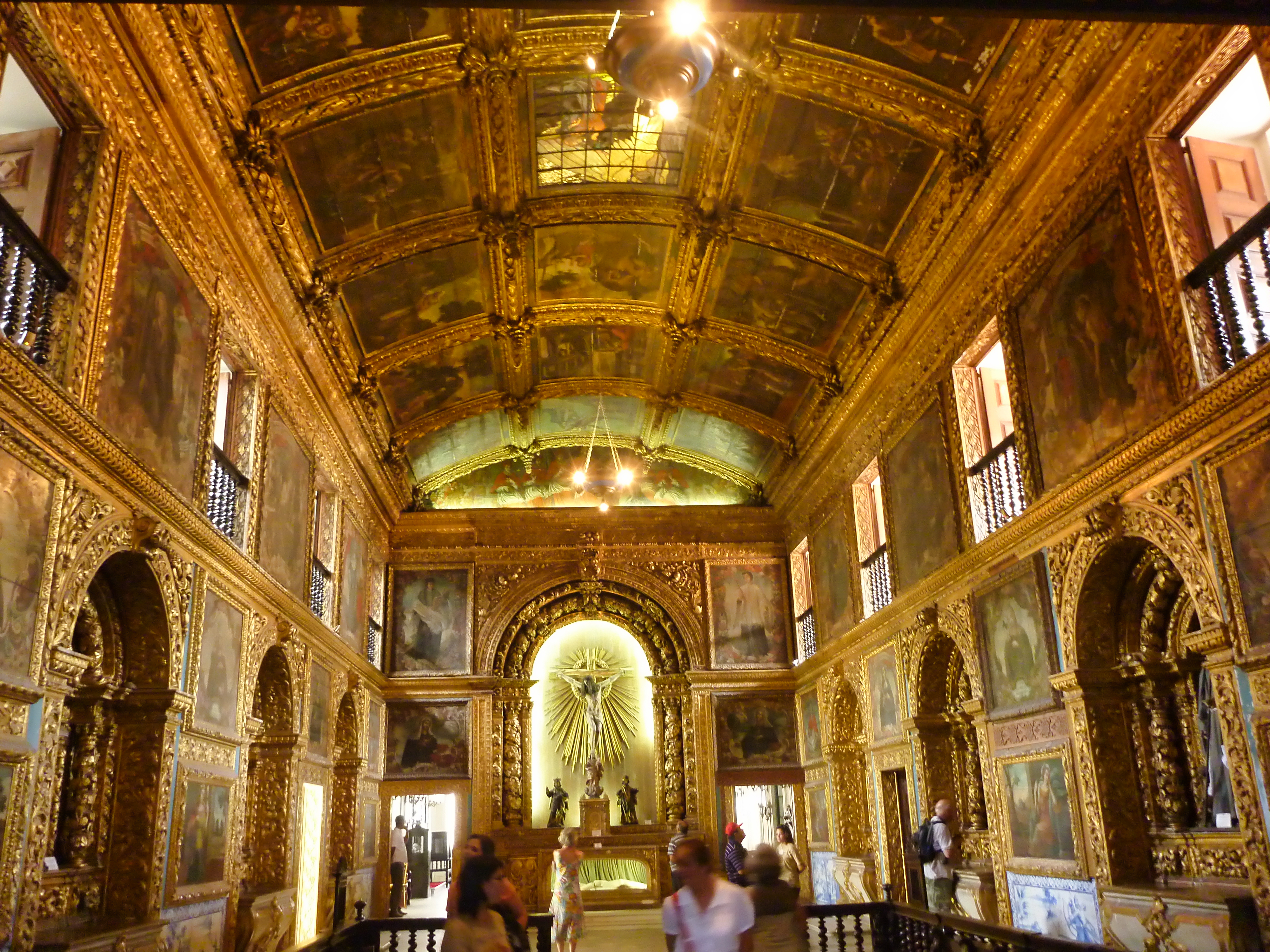
黄金小堂

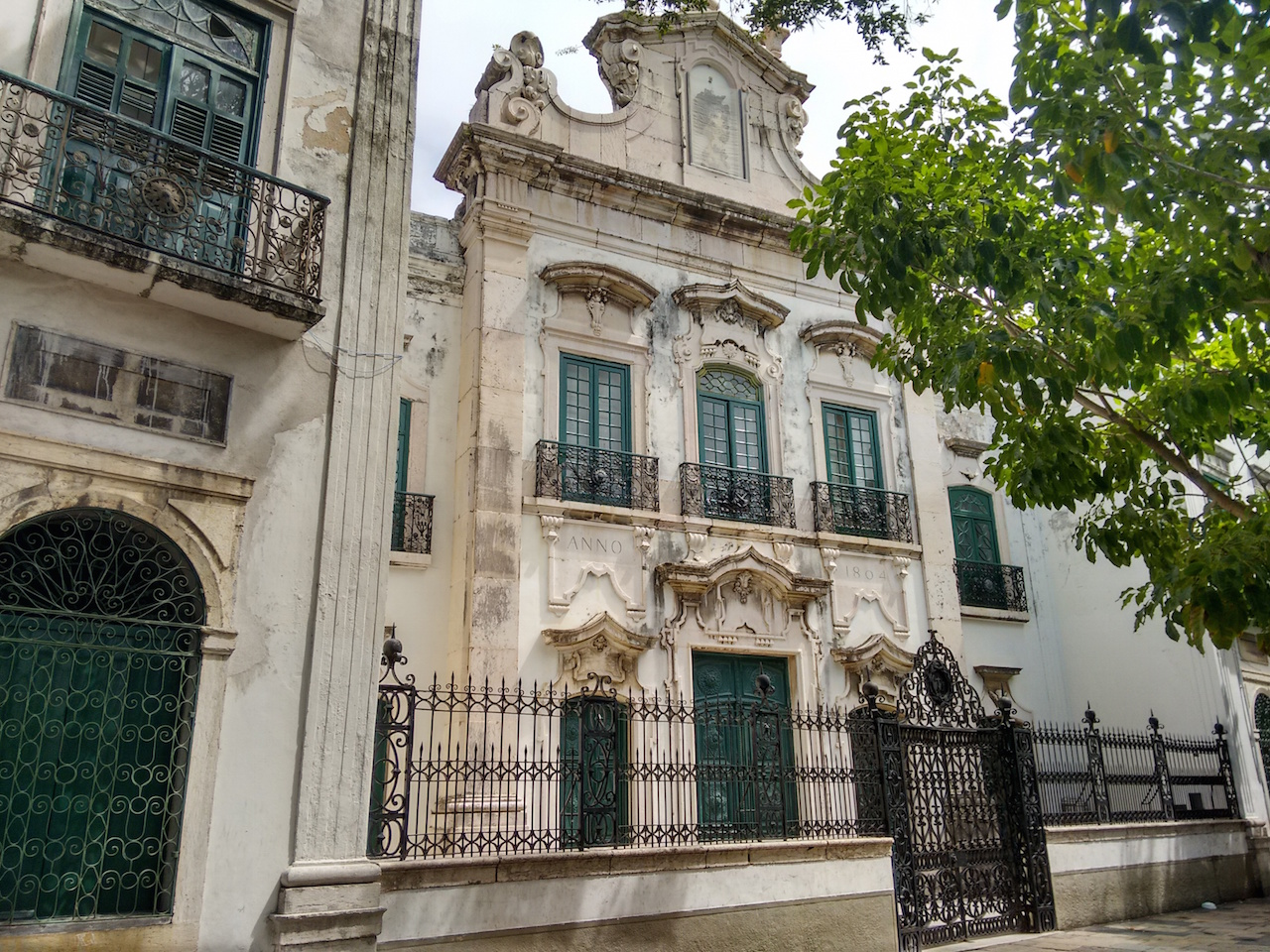
方济各第三会教堂